# Cam Ly - Đà Lạt
Cam Ly - Đà Lạt là một phường thuộc tỉnh  Lâm Đồng, Việt Nam.
Phường Cam Ly - Đà Lạt được thành lập ngày 16 tháng 6 năm 2025 theo Nghị quyết số 1656/NQ-UBTVQH15  của Ủy ban Thường vụ Quốc hội  trên cơ sở sáp nhập  toàn bộ diện tích tự nhiên, quy mô dân số của Phường 5, Phường 6 và xã Tà Nung, thành phố Đà Lạt . Phường này chính thức hoạt động từ ngày 01 tháng 7 năm 2025.

## Địa lý
Phường Cam Ly - Đà Lạt có vị trí địa lý:
- Phía Bắc và phía Tây giáp phường Lang Biang - Đà Lạt
- Phía Nam giáp xã Nam Ban Lâm Hà
- Phía Đông giáp phường Xuân Hương – Đà Lạt

Phường có diện tích 80,92 km², dân số năm 2025 là 48.919 người, mật độ dân số đạt 605 người/km².